# چینا، کاگوشیما
چینا، کاگوشیما (به لاتین: China, Kagoshima) یک منطقهٔ مسکونی در ژاپن است که در Ōshima District واقع شده‌است. چینا ۵۳٫۲۹ کیلومتر مربع مساحت و ۶٬۵۰۶ نفر جمعیت دارد.